# Аліханов Абрам Ісакович
Абра́м Іса́кович Аліха́нов (вірм. Աբրահամ Իսահակի Ալիխանյան; *20 лютого (4 березня) 1904, Кіровабад — 8 грудня 1970, Москва) — вірменський радянський фізик, спеціаліст у галузях ядерної фізики і космічного проміння, академік АН СРСР (з 1943).

## Біографічні відомості
Народився в Кіровабаді Азерб. РСР. Брат — Аліханьян Артем Ісакович, академік АН СРСР.

## Праці
Праці Аліханова присвячені рентгеноструктурному аналізові і фізиці рентгенівського випромінювання, радіоактивності і радіоактивному випромінюванню, косміч. променям, розробці та побудові атомних реакторів.
1934 Аліханов з М. С. Козодаєвим і братом А. І. Аліханьяном відкрив і дослідив випромінювання «пар» (електрон і позитрон) збудженими ядрами.
1936 Аліханов з А. І. Аліханьяном і Л. А. Арцимовичем експериментально довів збереження імпульсу при з'єднанні електрона і позитрона.
Разом із співробітниками побудував перший в СРСР ядерний реактор, в якому сповільнювачем є важка вода.

## Відзнаки і нагороди
Сталінська премія, 1941, 1948.